# Verbandsgemeinde Altenkirchen (Westerwald)
La comunità amministrativa di Altenkirchen (Westerwald) (Verbandsgemeinde Altenkirchen (Westerwald)) era una comunità amministrativa della Renania-Palatinato, in Germania.
Faceva parte del circondario di Altenkirchen (Westerwald).
A partire dal 1º gennaio 2020 è stata unita alla comunità amministrativa di Flammersfeld per costituire la nuova comunità amministrativa Altenkirchen-Flammersfeld.

## Suddivisione
Comprendeva 42 comuni:
1. Almersbach
2. Altenkirchen (Westerwald) (città)
3. Bachenberg
4. Berod bei Hachenburg
5. Birnbach
6. Busenhausen
7. Eichelhardt
8. Ersfeld
9. Fiersbach
10. Fluterschen
11. Forstmehren
12. Gieleroth
13. Hasselbach
14. Helmenzen
15. Helmeroth
16. Hemmelzen
17. Heupelzen
18. Hilgenroth
19. Hirz-Maulsbach
20. Idelberg
21. Ingelbach
22. Isert
23. Kettenhausen
24. Kircheib
25. Kraam
26. Mammelzen
27. Mehren
28. Michelbach (Westerwald)
29. Neitersen
30. Obererbach (Westerwald)
31. Oberirsen
32. Oberwambach
33. Ölsen
34. Racksen
35. Rettersen
36. Schöneberg
37. Sörth
38. Stürzelbach
39. Volkerzen
40. Werkhausen
41. Weyerbusch
42. Wölmersen

Il capoluogo era Altenkirchen (Westerwald).